# Davallia petelotii
Davallia petelotii là một loài dương xỉ trong họ Davalliaceae. Loài này được Tardieu & C.Chr. mô tả khoa học đầu tiên năm 1937.
Danh pháp khoa học của loài này chưa được làm sáng tỏ. 